# Hermann Harder
Hermann Harder (* 16. Februar 1901 in Spandau; vermisst seit 10. Oktober 1944 in Petrellen in Litauen) war ein Schriftsteller und Lyriker des Nationalsozialismus.

## Leben
Nach einem Studium der Germanistik und Anglistik und der Promotion zum Dr. phil. war Harder Studienrat in Berlin. Bereits 1929 hatte er einen Gedichtband Sternbilder der Jugend veröffentlicht. 1932 publizierte er Die versunkene Stadt. Ein Roman aus der kommenden Urzeit.
1934 vertonte der Kirchenmusiker Hugo Distler Harders propagandistisches Trutzlied Deutschland und Deutsch-Österreich, mit der 2. Strophe: „Brüder in dem Bruderland, / hebt das Sonnenzeichen!“, womit nach Fred K. Prieberg das NS-Hakenkreuz gemeint ist. Nach dem „Anschluss Österreichs“ an das Deutsche Reich wurde das Lied wegen des aktuellen Bezugs in der Zeitschrift Musik und Volk vom 1. April 1938 nachgedruckt.
1936 publizierte Harder in Nationalsozialistische Erziehung ein Gedicht „An den Führer“: „Wir lieben dich Führer, weil wir Deutschland lieben. / Wir kämpfen für dich, weil du für Deutschland kämpftest. / Wir sterben für dich, weil du Deutschland groß machst.“
Harder wurde seit dem 10. Oktober 1944 in Petrellen in Litauen vermisst. Vom Amtsgericht Bochum wurde er mit Wirkung vom 31. Dezember 1945 amtlich für tot erklärt.
In der Nachkriegszeit wurden in der Sowjetischen Besatzungszone folgende Schriften Harders auf die Liste der auszusondernden Literatur gesetzt: Kant und die Grasmücke (Leipzig 1933), Erhebung des Herzens (Potsdam 1937), und 1952 in der DDR Das germanische Erbe in der deutschen Dichtung von der Frühzeit bis zur Gegenwart (Potsdam 1939).

## Werke (Auswahl)
- 1932 Die versunkene Stadt. Ein Roman aus der kommenden Urzeit
- 1933 Kant und die Grasmücke, Roman
- 1936 Erhebung des Herzens, Gedichte
- 1937 Die Religion der Germanen
- 1937 Irische Heimkehr, Erzählung
- 1939 Das germanische Erbe in der deutschen Dichtung von der Frühzeit bis zur Gegenwart : Ein Überblick
- 1939 Sohn der Erde, Gedichte
- 1943 Walther von der Vogelweide, der Sänger des Reiches. Sein Leben in seinen Werken
- 1943 Pilgerfahrt nach Berlin : 3 Erzählungen aus dem Zeitalter Friedrichs des Großen und Goethes, herausgegeben 1944
- 1944 Der Arzt im roten Rock und andere Novellen
- 1944 Die versunkene Stadt. Erzählung aus der frühen Bronzezeit[10]